# Maximo Kausch
Máximo Kausch (Argentina, 1981) é um recordista mundial em montanhas com mais de 6.000 metros, escalador, alpinista e guia  argentino-brasileiro.
Mudou-se para o Brasil ainda quando era criança e, quando adolescente, morou dez anos na Inglaterra. 
Especializou-se em montanhas de altitude. Durante suas expedições, Maximo conheceu algumas das mais remotas escaladas do planeta e visitou mais de 25 países.
Ele já liderou mais de uma dezena de expedições em montanhas com mais de 8000 metros, incluindo o K2 e outras que estão entre as mais altas do planeta, e algumas dezenas de expedições de montanhas com mais de 6000 metros de altitude.
É treinado em primeiros socorros em áreas remotas (WFR) e já participou de mais de dez resgates em grandes altitudes. Possui grande experiência em medicina de montanha e já realizou diversos procedimentos clínicos em grandes altitudes. Maximo tem diversos artigos relacionados à altitude como fisiologia, drogas, problemas oculares, odontologia, espectro bacteriano e muito mais.
Além disso, tem experiência em logística e recursos humanos em montanhas. Já conduziu expedições com até 15 trabalhadores e cinco toneladas de equipamentos, colocando centenas de clientes no cume de diversas montanhas nos Andes e Himalaia.

## Prêmios
- Recorde Mundial: Recentemente Maximo se tornou o recordista mundial de montanhas de altitude ao conquistar o cume de 83 montanhas com mais de 6000 metros de altitude nos Andes[1].[2]
- Mosquetão de Ouro: Pedro Hauck e Maximo Kausch, que moram em Curitiba PR, levaram o prêmio por terem finalizado em 2014 a escalada de todas as montanhas acima de 6 mil metros na Bolívia. [3]
- Aventureiro do ano em 2013: Maximo recebeu o prêmio de aventureiro do ano em 2013 pela revista Go Outside pelo seu inusitado projeto de escalada à todas as montanhas com mais de 6000m. [4]
- Destaque do ano de 2013: A conceituada revista Blog de Escalada elegeu Maximo Kausch como destaque de 2013 devido à quantidade de escaladas que o alpinista realizou em 2013.[5]
- Destaque do ano de 2015: A conceituada revista Blog de Escalada elegeu Maximo Kausch como destaque de 2015 devido à quantidade de escaladas que o alpinista realizou neste ano[6].

## Projetos
- Projeto Montanhas 5000+ virgens: Maximo já iniciou a primeira etapa do projeto de escalada das montanhas absolutas virgens com mais de 5000 metros nos Andes. Inclusive ele já completou a montanha andina virgem mais alta que existia nos Andes até novembro de 2015, o Monte Parofes.[7]
- Ele conta com pelo menos 180 ascensões nos Andes e várias outras nos Alpes, Pamires e Himalaias. Em 2012 Maximo iniciou um projeto inédito e escalou 30 montanhas com mais de 6000 metros totalmente sozinho. [8]
- Todos os 6000 do Chile - Concluído em dezembro de 2017[9]
- Todos os 6000 da Argentina - Concluído em dezembro de 2017[9]
- Todos os 6000 da Bolívia - Projeto finalizado em 2014 de "Ascensão em todas as montanhas acima de 6 mil metros na Bolívia[10]".[11]
- Disponibiliza gratuitamente, todas as rotas de montanhas que escala em forma de mapas virtuais para GPS no site Rumos.net.br  e Wikiloc.com
- Mount Everest Foundation 2015: A histórica fundação inglesa que escolhe anualmente as escaladas exploratórias com mais destaque no mundo, escolheu Maximo Kausch pelo seu projeto de "Escalar montanhas virgens com mais de 5000 metros de altitude nos Andes", como uma das melhores escolhas para financiar o projeto[12].
- K2 2019: Neste ano, Maximo Kausch escalou o K2 junto com montanhista paulista Karina Oliani.